# Тролейбусні маршрути Чернівців
Тролейбусні маршрути у Чернівцях

## №1

### Історія
До 1 липня 2008 року вул.Ватутіна-вул.Ковальчука, в 50-х вул.Ватутіна (нині Бандери)-вул.Дзержинського(нині вул.Садова) та був під маршрутом №2; до 03.03.2013 року проїзд до "Держуніверситету" проходив через вул.Університетська-вул.Хотинських Комсомольців (нині Констянтина Томащука)-вул.Коцюбинського

### Сучасний маршрут
| Рух до Держуніверситету |
| --- |
| вулиця Ясська — проспект Незалежності — вулиця Героїв Майдану — Соборна площа — вулиця Івана Франка — Центральна площа — вулиця Університетська — вулиця Коцюбинського — Держуніверситет |

| Рух до вулиці Ясської |
| --- |
| Держуніверситет — вулиця Андрія Деркача — вулиця Констянтина Томащука — Богдана Хмельницького — вулиця Університетська — вулиця Бандери — вулиця Міцкевича — вулиця Івана Франка — Соборна площа — вулиця Героїв Майдану — проспект Незалежності — вулиця Ясська |

### Примітка
Через ремонт проспекту Незалежності в 2018 році курсував від Університету до кінцевої Училище 15 по вулицям Комарова, Головна, Південно-Кільцева, назад повертає на проспект Незалежності.

## №2

### Історія
Раніше кінцева вул.Фастівська, до заводу "Гравітон" не було побудовано лінії, ще раніше кінцева вул.Житомирська(нині вул.Московської Олімпіади)був під маршрутом №4;до 03.03.2013 року проїзд до "Держуніверситету" проходив через вул.Університетська-вул.Хотинських Комсомольців-вул.Коцюбинського

### Сучасний маршрут
| Рух до Держуніверситету                                                                                              |
| --- |
| Профполіклініка — вулиця Руська — Центральна площа — вулиця Університетська — вулиця Коцюбинського — Держуніверситет |

| Рух до Профполіклініки |
| --- |
| Держуніверситет — вулиця Констянтина Томащука — Богдана Хмельницького — вулиця Університетська — Центральна площа — вулиця Руська — Профполіклініка |

## №2А

### Остання схема маршруту
| Рух до Держуніверситету |
| --- |
| вулиця Винниченка — вулиця Руська — Центральна площа — вулиця Університетська — Богдана Хмельницького — вулиця Хотинських Комсомольців — вулиця Коцюбинського — Держуніверситет |

| Рух до вулиці Винниченка |
| --- |
| Держуніверситет — вулиця Хотинських Комсомольців — вулиця Університетська — Центральна площа — вулиця Руська — вулиця Винниченка |

## №3

### Історія
Раніше р.Прут-завод "Кварц", який пустили замість трамваю, що ходив до нинішнього автовокзалу. Змінив кінцеву з "завод "Кварц" на "Училище №15" в 2022 році.

### Сучасний маршрут
| Рух до заводу "Кварц" |
| --- |
| Дріжджзавод — вулиця Хотинська — вулиця Гагаріна — вулиця Головна — Центральна площа — вулиця Головна — вулиця Південно-Кільцева — Училище №15 |

| Рух до Дріжджзаводу |
| --- |
| Училище №15 — вулиця Південно-Кільцева — вулиця Головна — Центральна площа — вулиця Головна — вулиця Шолом-Алейхема — вулиця Сагайдачного — вулиця Гагаріна — вулиця Хотинська Дріжджзавод |

## №3А

### Історія
Відкритий в кінці 90-х років, незначно відрізняється від маршруту №3. Скасований у 2022 році. Його маршрутом тепер курсує тролейбус №3.

### Сучасний маршрут
| Рух до Училища №15 |
| --- |
| Дріжджзавод — вулиця Хотинська — вулиця Гагаріна — вулиця Головна — Центральна площа — вулиця Головна — вулиця Південно-Кільцева — Училище №15 |

| Рух до Дріжджзаводу |
| --- |
| Училище №15 — вулиця Південно-Кільцева — вулиця Головна — Центральна площа — вулиця Головна — вулиця Шолом-Алейхема — вулиця Сагайдачного — вулиця Гагаріна — вулиця Хотинська Дріжджзавод |

## №4

### Історія
1 маршрут в Чернівцях з 1 лютого 1939 року, ходив до вул.Житомирської (нині вул.Січових Стрільців), проходив через вул. Кишинівську та вул.Зелену, в румунські і радянські часи був маршрутом №4 потім змінили на №2; до 03.03.2013 року проїзд до "Держуніверситету" проходив через вул.Університетська-вул.Богдана Хмельницького-вул.Коцюбинського

### Сучасний маршрут
| Рух до Держуніверситету |
| --- |
| Музей народної архітектури та побуту — вулиця Січових Стрільців — вулиця Руська — Центральна площа — вулиця Університетська — вулиця Коцюбинського — Держуніверситет |

| Рух до Музею народної архітектури та побуту |
| --- |
| Держуніверситет — вулиця Констянтина Томащука — вулиця Богдана Хмельницького — вулиця Університетська — Центральна площа — вулиця Руська — Січових Стрільців — Музей народної архітектури та побуту |

## №5

### Історія
До 90-х років р.Прут-вул.Комарова, потім Дріжджзавод-вул.Південно-Кільцева, після скасованого маршруту №9 кінцева стала Калинівський ринок

### Сучасний маршрут
| Рух до Калинівського ринку |
| --- |
| вулиця Південно-Кільцева — вулиця Героїв Майдану — проспект Незалежності — вулиця Головна — Центральна площа — вулиця Головна — вулиця Шолом-Алейхема — вулиця Сагайдачного — вулиця Вокзальна — вулиця Хотинська — вулиця Старожучківський шлях — Калинівський ринок |

| Рух до вулиці Південно-Кільцева |
| --- |
| Калинівський ринок — вулиця Старожучківський шлях — вулиця Хотинська — вулиця Вокзальна — вулиця Головна — Центральна площа — вулиця Головна — проспект Незалежності — вулиця Героїв Майдану — вулиця Південно-Кільцева |

## №6

### Історія
До 90-х маршрут: завод "Кварц"-вул. Волгоградська (нині вул. Сагайдачного): завод "Кварц"-вул. Леніна (нині вул. Головна)-вул. Комарова-вул. Червоноармійська (нині вул. Героїв Майдану)-просп. 50-річчя Жовтня (нині просп. Незалежності)-вул. Леніна-пл. Центральна-вул. Леніна-вул. Шолом-Алейхема-вул. Волгоградська-вул. Леніна. Змінив маршрут у 2022 році. Замість кінцевої на заводі "Кварц" став їхати до училища №15.

### Сучасний маршрут
| Рух до заводу "Кварц"                                                                  |
| -------------------------------------------------------------------------------------- |
| Соборна площа — вулиця Героїв Майдану — вулиця Комарова — вулиця Головна — Училище №15 |

| Рух до Соборної площі                                                                  |
| -------------------------------------------------------------------------------------- |
| Училище №15 — вулиця Головна — вулиця Комарова — вулиця Героїв Майдану — Соборна площа |

## №6А

### Історія
Відкритий в кінці 90-х років, трошки відрізняється від маршруту №6. Змінив маршрут у 2022 році. Став частково кільцевим маршрутом. Частину маршруту на вулиці Південно-Кільцевій долає без контактної мережі. 

### Сучасний маршрут
| Рух до Училища №15                                                                                                |
| --- |
| Соборна площа — вулиця Героїв Майдану — вулиця Комарова — вулиця Головна — вулиця Південно-Кільцева — Училице №15 |

| Рух до Соборної площі                                                          |
| ------------------------------------------------------------------------------ |
| Училице №15 — вулиця Південно-Кільцева — вулиця Героїв Майдану — Соборна площа |

## №7

### Історія
В документах маршрут є, але з 2008 року закритий.
З квітня 2017 року з'явилася інформація про відновлення маршрута по старій схемі. Станом на зиму 2024 відновлений не був. Однак триває відновлення контактної мережі на вулиці Садовій.

### Остання схема маршруту
| Рух всього маршруту                                                                                               |
| --- |
| вулиця Садова — вулиця Головна — вулиця Комарова — вулиця Червоноармійська ( нині Героїв Майдану) — вулиця Садова |

## №8

### Історія
В 2008 році закритий. 

### Сучасний маршрут
З 10 липня 2018 року відновлений.
| Рух до вулиці Південно-Кільцевої |
| --- |
| Держуніверситет — вулиця Леоніда Дергача — вулиця Констянтина Томащука — Богдана Хмельницького — вулиця Університетська — вулиця Степана Бандери — вулиця Адама Міцкевича — вулиця Івана Франка — Соборна площа — вулиця Героїв Майдану — вулиця Південно-Кільцева |

| Рух до Держуніверситету |
| --- |
| вулиця Південно-Кільцева — вулиця Героїв Майдану — Соборна площа — вулиця Івана Франка — вулиця Центральна площа — вулиця Універстетська — вулиця Коцюбинського — Держуніверситет |

## №8А

### Історія
Новий тролейбусний маршрут, створений влітку 2022 року. Є напівкільцевим. Частину маршруту на вулиці Південно-Кільцевій долає без контактної мережі. 

### Сучасний маршрут
| Рух до Училища №15                                                                                     |
| --- |
| Вулиця Степана Бандери -Соборна площа — вулиця Героїв Майдану — вулиця Південно-Кільцева — Училище №15 |

| Рух до Вулиці Степана Бандери |
| --- |
| Училище №15 — вулиця Південно-Кільцева - вулиця Головна — вулиця Комарова — вулиця Героїв Майдану — Соборна площа Вулиця Степана Бандери |

## №9

### Історія
Відкритий у жовтні 2002 року сполученням р. Прут до Калинівського ринку, був закритий з продовженням №5 в 2003 році до Калинівського ринку.
З 2016 року з'являється інформація з відкриттям нового маршрута №9 взамін автобусного №34.
6 червня 2019 відкрито новий маршрутом тролейбусами обладнані автономним ходом. 
Скасований влітку 2022 року через заміну тролейбусів з автономних ходом на автобуси. Причиною заміни була вимога поліції, оскільки маршрут перетинає залізничний переїзд.

### Остання схема маршруту
| Рух до заводу "Гравітон" |
| --- |
| Соборна площа — вулиця Героїв Майдану — проспект Незалежності — вулиця Головна — вулиця Чкалова — вулиця Миколаївська — вулиця Миру — вулиця Авангардна — вулиця Миргородська — вулиця Кармелюка — вулиця Винниченка — вулиця Руська — завод "Гравітон" |

| Рух до Соборної площі |
| --- |
| Завод "Гравітон" — вулиця Руська — вулиця Винниченка — вулиця Ясська — проспект Незалежності — вулиця Героїв Майдану — Соборна площа |

## №11

### Історія
Існував маршрут в  кінці 90-х років XX сторіччя. З'єднував завод "Гравітон" з Музеєм народної архітектури та побуту. Закритий через нерентабельність.

### Сучасний маршрут
Новий маршрут відкритий 19.04.2018 року після закупівлі та поставки в місто 4 тролейбусів обладнаних автономним ходом.. Влітку 2022 року змінив маршрут та курсує від центру Садгори до центрального корпусу національного університету. Закритий у 2024 році. Причиною закриття була вимога поліції, оскільки маршрут перетинає залізничний переїзд

### Остання схема маршруту
| Рух до Садгори |
| --- |
| Держуніверситет — вулиця Констянтина Томащука — вулиця Богдана Хмельницького — вулиця Університетська — Центральна площа — вулиця Головна — вулиця Шолом-Алейхема — вулиця Гетьмана Петра Сагайдачного — вулиця Вокзальна — вулиця Хотинська — вулиця Васіле Александрі — вулиця Перемоги — вулиця Ярослава Мудрого — вулиця Надрічна — Садгора |

| Рух до Держуніверситету |
| --- |
| Садгора — вулиця Надрічна — вулиця Васіле Александрі — вулиця Хотинська — вулиця Вокзальна — вулиця Головна — Центральна площа — вулиця Університетська — вулиця Коцюбинського — Держуніверситет |